# 数字经济伙伴关系协定
《数字经济伙伴关系协定》（英語：Digital Economy Partnership Agreement，DEPA）是由智利、新西兰和新加坡共同發起的一項旨在促进数字贸易和數字經濟的新型贸易协议。该协议于2020年6月12日签署。
DEPA设计十余个模組，涵盖商业和贸易便利化、数字产品的处理及相关问题、数据问题、商业和消费者信任、新兴趋势和技术、创新与数字经济、中小型企业合作和数字包容性等主题。
2021年10月5日，韓國產業通商資源部通商交涉本部長呂翰九，於法國巴黎出席經濟合作暨發展組織部長級會議期間，同時出席了「韓國－數位經濟夥伴協定3國貿易部長會議」，會中宣布韓國申請加入該協議。
2021年10月31日，習近平以視訊方式參與二十國集團峰會，於會上宣布決定加入。翌日（2021年11月1日），中國商務部部長王文濤致信紐西蘭贸易部长奥康纳正式申请加入。2022年8月18日，中国加入DEPA工作组成立。

## 各方觀點
对外经济贸易大学中国世界贸易组织研究院教授周念利认为DEPA在内容设计和协议架构都有其创新性。她认为新加坡多为创新型企业，使DEPA会注重中小企业的发展合作，交叉领域和新兴领域的行业标准设计和一些道德规范约束。而其协议结构是模塊式協議，即申請國家不必同意DEPA的全部内容，加入哪個或哪幾個模塊都可以，比較像是搭積木的模式。 
浙江大学经济学教授、国家经济与贸易系副主任陆菁解释DEPA是“在大国打架的基础之上，小国将美式模版和欧式模版做了一个拼图，拼出了16个章节，然后说你能接受哪一个模块就先签哪个模块，接受不了就作为一个小目标”。
美国智库战略与国际研究中心（CSIS）高级副总裁古德曼（Matthew P. Goodman）评价称，DEPA能够迅速开始在关键领域形成规则和规范，而不是进入正式贸易谈判的漫长过程。尽管协议可能不具有约束力，但是，这种规则制定上“软”方法在亚洲范围内已被证明是有效的。
2023年2月16日，《求是》杂志出版第4期，发表习近平2022年12月15日在中央经济工作会议上重要讲话的一部分，题为《当前经济工作的几个重大问题》。文中称“要积极推动加入《全面与进步跨太平洋伙伴关系协定》（CPTPP）和《数字经济伙伴关系协定》（DEPA）等高标准经贸协议，并主动对照相关规则、规制、管理、标准，深化国内相关领域改革”。